# چای‌کند (شکی)
چای‌کند (به لاتین: Çaykənd) یک منطقه مسکونی در جمهوری آذربایجان است که در شهرستان شکی واقع شده است.